# Radomir Đalović
Radomir Đalović (Servisch: Радомир Ђаловић) (Bijelo Polje, 29 oktober 1982) is een Montenegrijns voetballer. De aanvaller speelt sinds 2011 bij de Russische club Amkar Perm. Hij begon zijn carrière bij Jedinstvo Bijelo Polje uit zijn geboortestad.

## Interlandcarrière
Đalović kwam uit voor de U21-ploeg van het Servië en Montenegro. Na de scheiding van de twee landen koos hij voor het Montenegrijns voetbalelftal. Hij maakte zijn debuut voor de nationale ploeg op 17 oktober 2007 in de vriendschappelijke uitwedstrijd tegen Estland (0-1), toen hij na dertig minuten inviel voor Simon Vukčević. Zijn eerste interlandtreffer maakte hij op 26 maart 2008, toen Đalović het derde doelpunt voor zijn rekening nam in de vriendschappelijke thuiswedstrijd tegen Noorwegen (3-1). Igor Burzanović en Branko Bošković hadden de thuisploeg voor rust op 2-0 gezet.
| Interlanddoelpunten | Interlanddoelpunten | Interlanddoelpunten | Interlanddoelpunten        | Interlanddoelpunten | Interlanddoelpunten | Interlanddoelpunten | Interlanddoelpunten |
| #                   | Datum               | Locatie             | Wedstrijd                  | Goal(s)             | Score               | Uitslag             | Wedstrijd           |
| ------------------- | ------------------- | ------------------- | -------------------------- | ------------------- | ------------------- | ------------------- | ------------------- |
| 1                   | 26/03/2008          | Podgorica           | Montenegro – Noorwegen     | 59'                 | 3 – 1               | 3 – 1               | Oefenduel           |
| 2                   | 27/05/2008          | Podgorica           | Montenegro – Kazachstan    | 15'                 | 1 – 0               | 3 – 0               | Oefenduel           |
| 3                   | 27/05/2008          | Podgorica           | Montenegro – Kazachstan    | 45'                 | 1 – 0               | 3 – 0               | Oefenduel           |
| 4                   | 12/08/2009          | Podgorica           | Montenegro – Wales         | 45'                 | 2 – 0               | 2 – 1               | Oefenduel           |
| 5                   | 11/08/2010          | Podgorica           | Montenegro – Noord-Ierland | 43'                 | 1 – 0               | 2 – 1               | Oefenduel           |
| 6                   | 11/08/2010          | Podgorica           | Montenegro – Noord-Ierland | 59'                 | 2 – 0               | 2 – 1               | Oefenduel           |
| 7                   | 04/06/2011          | Podgorica           | Montenegro – Bulgarije     | 53'                 | 1 – 0               | 1 – 1               | EK-kwalificatie     |